# Gâteau au yaourt
Le gâteau au yaourt est un dessert dont la base est un yaourt nature. Le pot du yaourt utilisé sert à doser les autres ingrédients, ce qui simplifie sa réalisation et la rend accessible aux enfants,.

## Histoire
Les premières recettes de gâteau au yaourt apparaissent vers 1950 en France, après la généralisation de la consommation de yaourt en 1945 après la fin de la Seconde Guerre mondiale.

## Ingrédients
Hormis le yaourt nature, les ingrédients sont basiques : farine, sucre, huile, œufs, levure et zeste de citron. D'autres recettes remplacent l'huile par du beurre.
Ce gâteau peut servir de base en y ajoutant des fruits en morceaux ou en jus, ainsi que du chocolat, des épices, du rhum ou du sucre vanillé.

## Recette
Mélanger un à un les différents ingrédients dans un saladier : un ou plusieurs pots de yaourt entier, puis en utilisant le pot de yaourt pour quantifier l'huile (1/2 mesure), le sucre (2 mesures), et la farine (3 mesures).
Ajouter 2 ou 3 œufs par pot de yaourt et 1 sachet de levure chimique. Parfumer avec un sachet de sucre vanillé ou un jus de citron.
Puis beurrer un moule et y verser le mélange.
Enfin, cuire au four préalablement préchauffé pendant 30 min à 180 °C (thermostat 6).

## Diététique
Le gâteau au yaourt est un dessert faiblement calorique : environ 200 kcal pour 100 g.